# Arrapḫa
Koordinaten: 35° 28′ 13,2″ N, 44° 23′ 44,9″ O
Arrapḫa war ein spät-bronzezeitliches hurritisches Königreich im nördlichen Irak. Die gleichnamige Hauptstadt war Arrapḫa, griechisch Arrapaxitis, heute Kirkuk.

## Geographische Lage
Das heutige Kirkuk liegt bei den Koordinaten 35 28´ 05.16 nördlicher Breite und 44 23 43. 08 östlicher Länge. Auf der linken Seite des Hasse-Flusses, der die Stadt Kirkuk in zwei Hälften teilt, befindet sich das alte Arrapḫa – der heutige Stadtteil Arrapḫa. Arrapḫa Kirkuk liegt südlich des kleineren Zabs und östlich des mittleren Tigris im heutigen Staat Irak. Durch die Archive von Nuzi liegen gute Informationen über die Wirtschaft von Arrapḫa vor.

## Geschichte
„Die heute für ihren Ölreichtum bekannte Stadt Kirkuk östlich des mittleren Tigris blickt auf eine vielfältige und weit zurückreichende Geschichte zurück. Ihre historischen Wurzeln können nach dem heutigen Forschungsstand bis zur Zeit des dritten Königs der Ur-III-Zeit Amar-suena (25. des Monats Ezen-Ninazu(v) des 5. Regierungsjahres 2031 v. Chr.) zurückverfolgt werden. Diese unsere derzeitigen Kenntnisse rühren allerdings nicht von einer systematischen Ausgrabung der Ortschaft selbst her, sie sind vielmehr das Ergebnis der Auswertung von Keilschrifttexten zu Arrapḫa, welche bis auf die Kirkuktafeln aus dem 15.–14. Jh. v. Chr. aus externen Archiven stammen“.
Aus Altbabylonischer Zeit sind Sklaven aus Arrapḫa bekannt. König Šamšu-iluna verbot den Kauf von Sklaven aus Arrapḫa, da sie von den Sutī geraubt worden waren. Wer einen Bewohner von Arrapḫa von den Sutī kaufte, sollte sein Geld verlieren.
Arrapḫa wurde ca. 1230 durch Tukulti-Ninurta I. erobert. Vom 13. bis zum 7. Jahrhundert v. Chr. entwickelte sich die Stadt unter den Assyrern gut. Überliefert sind zum Beispiel Weberinnen aus Arrapḫa im Harem des assyrischen Königs in Ninive.
Die Stadt lag auf der Route der assyrischen Kriegszüge gegen das Urartäische Reich und andere nördliche Länder. So erfolgte auch der Kriegszug des Nabopolassar 609 bis 607 v. Chr. gegen Urartu über Arrapḫa, Erbil, Nisibis, Mardin und den Tur Abdin. Nach dem Fall des assyrischen Reichs herrschten die Meder und nach ihnen die Achämeniden über die Stadt.

## Herrscher
Keiner der Herrscher kann bisher absolut datiert werden, die Synchronismen sind meist eher zweifelhaft.
- Kipi-Teššup
- Itḫi-Teššup (Itḫia = Kurzform), Sohn des Kipi-Teššup
- Itḫi-Tilla
- Mušteja
- Šar-Teššup

ggf. auch
- Tarmi-Teššup
- Aršali

## Belege
1. ↑  Asoss M. Qader: Arrapḫa (Kirkuk) von den Anfängen bis 1340 v. Chr. nach keilschriftlichen Quellen. Dissertation, Universität Würzburg 2013.
2. ↑  Asoss M. Qader: Arrapḫa (Kirkuk) von den Anfängen bis 1340 v. Chr. nach keilschriftlichen Quellen. Dissertation, Universität Würzburg 2013, S. 16.
3. ↑  Asoss M. Qader: Arrapḫa (Kirkuk) von den Anfängen bis 1340 v. Chr. nach keilschriftlichen Quellen. Dissertation, Universität Würzburg 2013, S. 13.
4. ↑  Wilhelmus F. Leemans: Foreign trade in the Old Babylonian period as revealed by texts from southern Mesopotamia (= Studia et documenta ad iura Orientis antiqui pertinentia. Band 6). E. J. Brill, Leiden 1960.
5. ↑  Frederick M. Fales, John N. Postgate: Imperial administrative records. Part I: Palace and temple Administration (= State Archives of Assyria. Band 7). Helsinki University Press, Helsinki 1992, ISBN 951-570111-2, S. 32.
6. ↑  Walter Mayer: Nuzi-Studien I. Die Archive des Palastes und die Prosopographie der Berufe (= Alter Orient und Altes Testament. Band 205/1). Neukirchener Verlag, Neukirchen/Vlyn 1978, ISBN 3-7887-0574-4, S. 109.